# Stalagmochaetia basilisca
Stalagmochaetia basilisca är en svampart som beskrevs av Bat., Cif. & Nascim. 1963. Stalagmochaetia basilisca ingår i släktet Stalagmochaetia, divisionen sporsäcksvampar och riket svampar.   Inga underarter finns listade i Catalogue of Life.